# Haplotaxodon trifasciatus
Haplotaxodon trifasciatus är en fiskart som beskrevs av Takahashi och Nakaya, 1999. Haplotaxodon trifasciatus ingår i släktet Haplotaxodon och familjen Cichlidae. Inga underarter finns listade i Catalogue of Life.